# Thiếu nữ gặp nạn

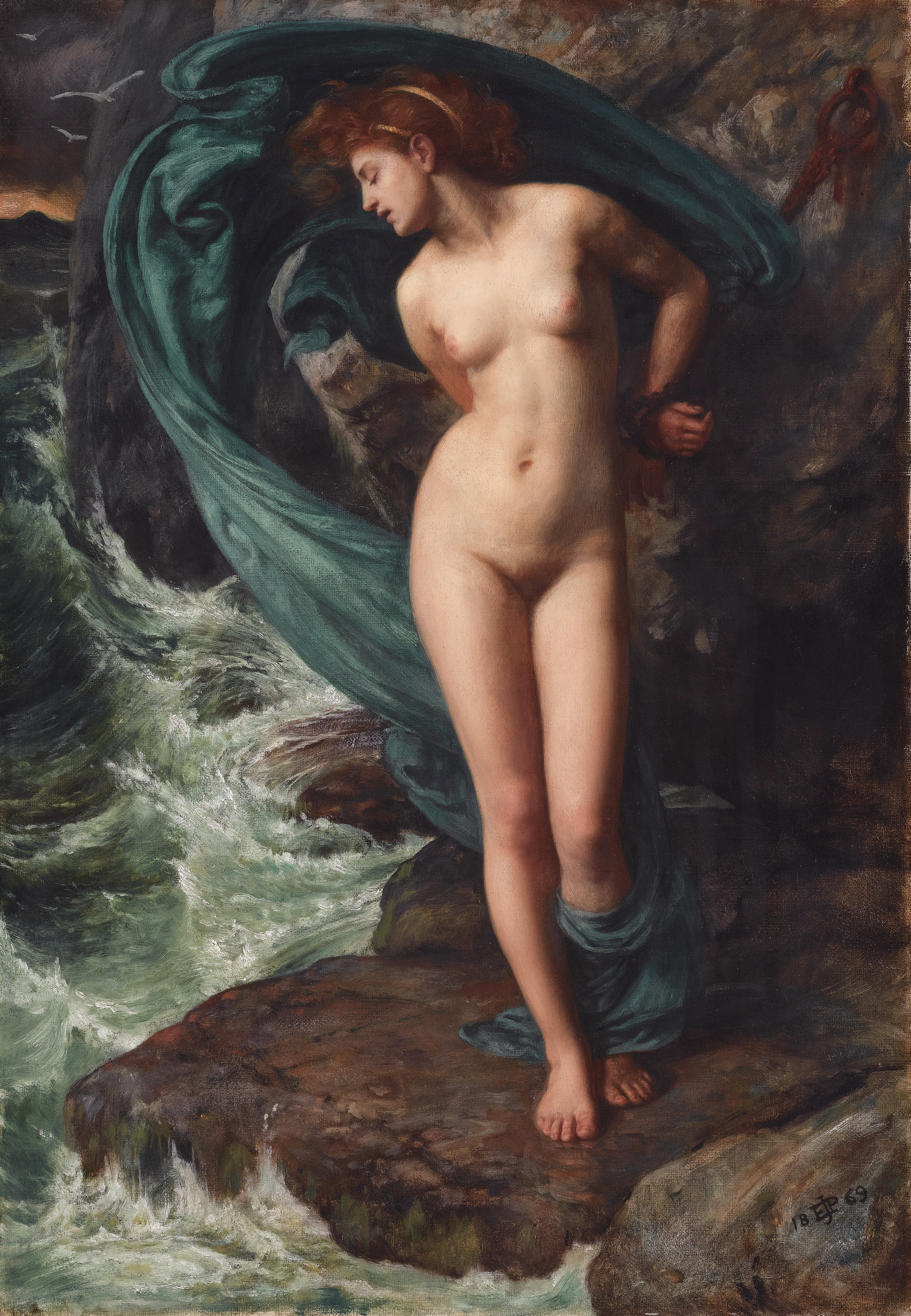
Andromeda bị xiềng chờ giải cứu

Anh hùng cứu mĩ nhân (tiếng Trung: 英雄救美人, tiếng Pháp: Demoiselle en détresse, tiếng Đức: Verfolgte Unschuld, Jungfrau in Nöten, tiếng Anh: Damsel in distress) hoặc đôi khi Mĩ nữ sa cơ và Giai nhân mắc nạn là các dụng ngữ cho một chủ đề quen thuộc trong lịch đại văn nghệ thế giới.

## Ý nghĩa
Thuật ngữ Anh hùng cứu mĩ nhân ngụ ý về các xử nữ ngây thơ và bất lực bị sa vào vòng kiềm tỏa của những nhân vật phản diện (dị nhân, quái vật...), hành vi cứu mĩ nhân được coi là mục phiêu và vinh dự của các tráng sĩ. Theo thống kê, những truyện như vậy nếu kết thúc có hậu thì thường là anh hùng cưới giai nhân và bên nhau trọn đời ; nhưng ngược lại, cả hai được chết cùng nhau trong vinh hiển và sự tôn kính của tha nhân.
Cũng theo quan điểm của giới phê bình, chủ đề văn nghệ này có bản chất tình dục, các nhân vật và diễn biến đều xoay vần trong cảm xúc giới tính. Và đó là giá trị nhân văn bên trong các câu truyện.
| Mĩ nhân ──────✧────── Quái vật ──────✧────── Anh hùng |

## Lịch sử

### Cổ đại

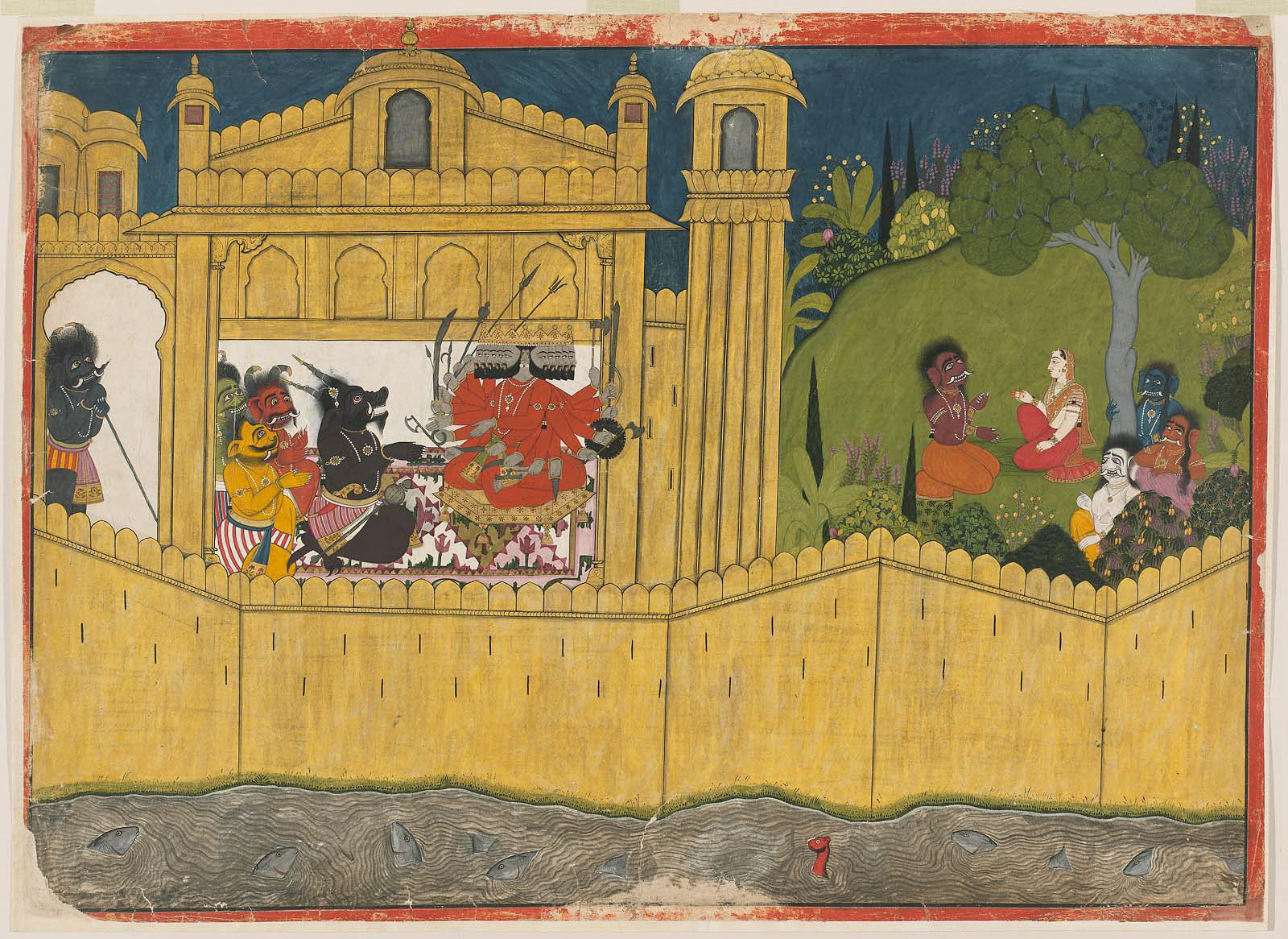
Sita bị chúa Ravana bắt giam.

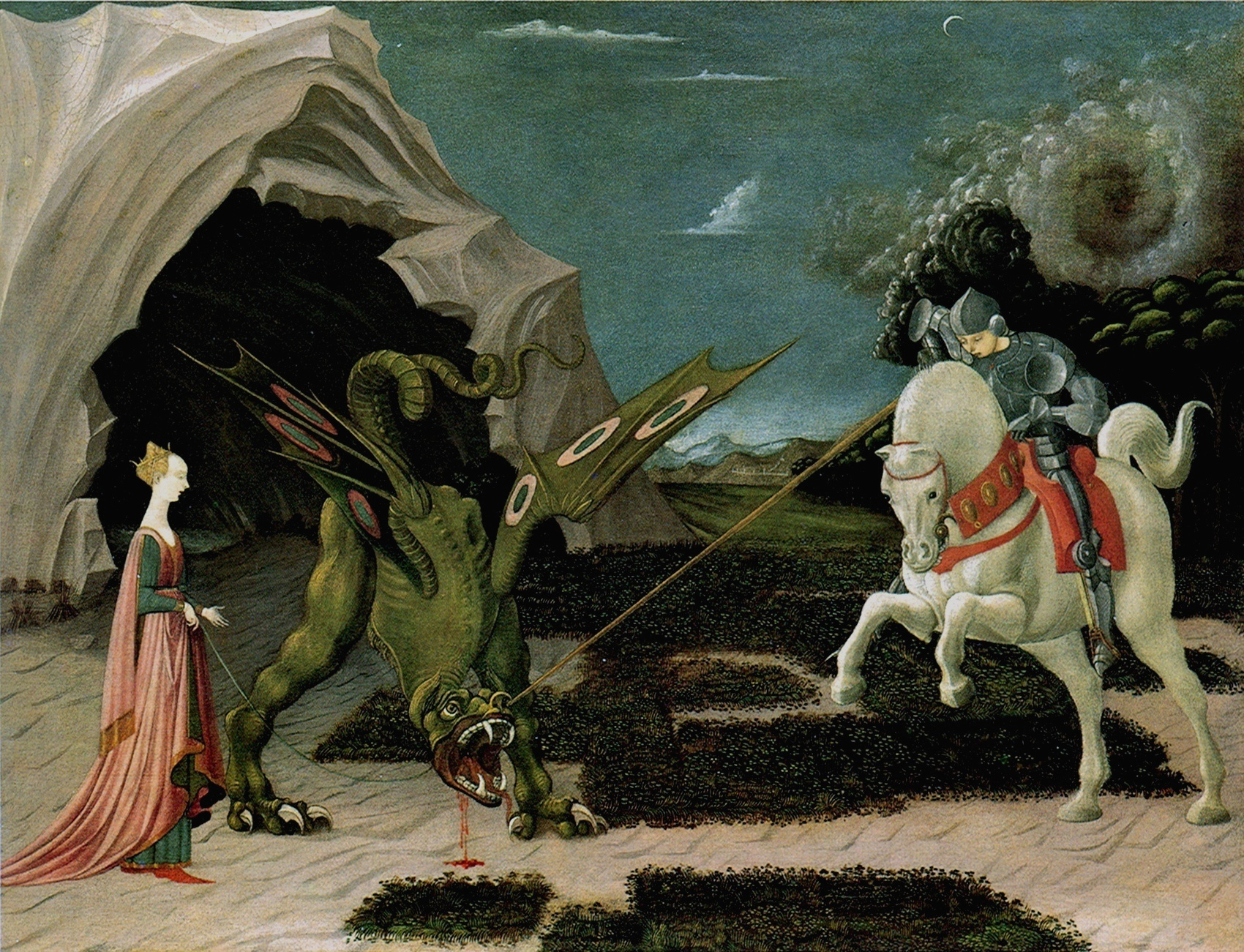
Ông thánh George đả rồng cứu công chúa.

Ngay từ cổ đại, đã có ít nhất một đại sử thi đề cập tới thuyết anh hùng mĩ nhân, là Ramayana. Mà rốt cuộc, mục đích trong hành trình của hoàng tử Rama cũng chỉ là cứu hiền thê Sita khỏi bàn tay chúa quỷ Ravana. Tuy nhiên, ở giai đoạn này, huyền thoại nổi tiếng hơn cả là truyện công chúa Andromeda bị xiềng cho hải quái xơi thịt, để rồi được tráng sĩ Perseus cứu thoát. Câu truyện này thường được học giới Tây phương coi là gốc tích của truyện ông thánh George đánh rồng cứu công chúa.

### Trung đại
Trong thời kì thập tự chinh, bộ quy tắc hiệp sĩ thậm chí răn các chiến binh phải biết tôn trọng và bào vệ nữ lưu, coi hành vi đó là biểu hiện cao nhất của đạo đức và danh dự kị nhân khi ra sa trường. Chủ đề này thường được lặp đi lặp lại trong các huyền thoại có ngụ ý giáo huấn, mà về sau được các tác gia cô đọng hóa thành một số truyện tương đối ngắn như Rapunzel, Bạch Tuyết, Mĩ nhân say ngủ hay Nàng chăn chiên và chàng cạo ống khói. Một đặc điểm đáng lưu ý nữa, chủ đề này tỏ ra phổ biến trong văn nghệ Âu châu hơn các miền khác, kể cả Á châu - nơi cũng có truyền thông văn học lâu đời.

### Hiện đại
Ở giai đoạn cách mạng công nghiệp, khi xã hội cơ khí hóa khiến con người phải sống vô cảm hơn, thì trong văn nghệ nảy sinh trong vấn đề văn chương như Tarzan và King Kong. Rõ ràng trong một số truyện thời này, "quái vật" lại chính là cái xã hội trọng kim tiền mà ai cũng muốn đả phá. Ví dụ, trong phim Titanic, nhân vật Jack đã cứu cuộc đời nàng Rose khỏi lối sống thượng lưu phù phiếm lắm thủ đoạn chỉ bằng chút lòng thành. Mà sự đắm của con tàu Titanic chính là hình tượng hóa một xã hội đã suy đồi vì tiền bạc chức tước, cái kết thúc của nó phải là tất yếu.

## Phong hóa
Do mức độ tương đối phổ biến cùng sự trường kì trong lịch sử nhân loại, chủ đề anh hùng cứu mĩ nhân có thể coi như sự tổng hợp lượng tác phẩm rất đồ sộ và vô cùng hấp dẫn. Nó thường được ví như một số tính chất cơ bản của dòng văn nghệ nữ tính.

### Trào lưu nữ quyền

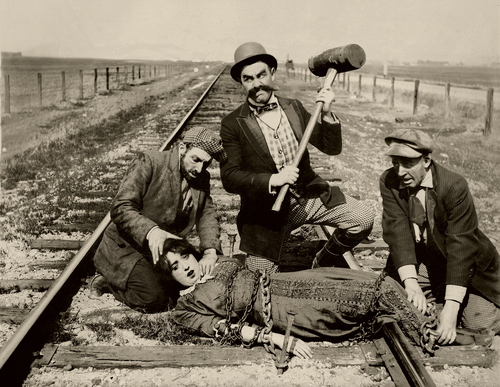
"Barney Oldfield's A Race for a Life" [1913] từ trái sang phải: Hank Mann; Ford Serling; At St John và ở phía trước là Mabel Normand

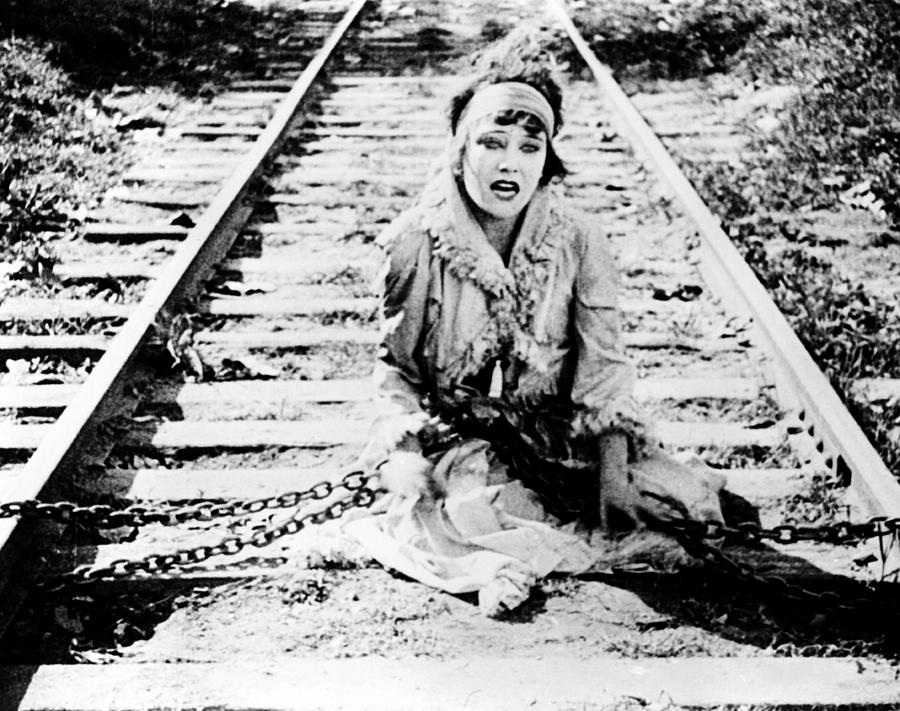
Gloria Swanson trong "Teddy at the Throttle" (1917)

Những chủ đề này đã được cập nhật liên tiếp về các nhân vật thời hiện đại, từ 'nữ điệp viên' của thập niên 1960 đến các nữ anh hùng điện ảnh và truyền hình hiện tại. Trong cuốn sách The Devil With James Bond (1967), Ann Boyd đã so sánh James Bond với truyền thuyết của St. George và thể loại "công chúa và rồng" phiên bản hiện đại, đặc biệt khi Dr. No cưỡi chiếc xe tăng hình rồng. Chủ đề gặp nạn cũng rất nổi bật trong The Spy Who Loved Me, câu chuyện được kể bằng ngôi thứ nhất từ một phụ nữ trẻ là Vivienne Michel, cô bị bọn côn đồ đe dọa hiếp dâm, sau đó Bond giết chúng và tuyên bố cô là phần thưởng của anh ta.
Phản ánh về những thay đổi này, Daphne Blake của loạt phim hoạt hình Scooby-Doo (nhân vật trong suốt loạt phim bị bắt cóc hàng chục lần, rơi qua cửa bẫy, v.v.) được miêu tả là một nữ anh hùng theo chủ nghĩa nữ quyền khôn ngoan. Bộ phim Sherlock Holmes năm 2009 có một tập phim cổ điển về trinh nữ mắc đọa, trong đó Irene Adler (do Rachel McAdams thủ vai) bị trói vào một băng truyền trong lò giết mổ công nghiệp, và được cứu khỏi việc bị cưa máy cưa đôi; Tuy nhiên, trong các tập khác của cùng bộ phim, Adler tỏ ra mạnh mẽ và quyết đoán - chẳng hạn như dễ dàng vượt qua hai tên côn đồ tìm cách cướp cô ấy (và bị cướp ngược lại). Trong cao trào của bộ phim, chính Adler là người cứu rỗi ngày hôm đó, tháo dỡ một thiết bị đầu độc toàn bộ thành viên quốc hội vào khoảng khắc cuối cùng.
Cảnh cuối cùng trong bộ phim Enchanted của Walt Disney Pictures năm 2007, các vai truyền thống bị đảo ngược khi nhân vật nam chính Robert (Patrick Dempsey) bị Nữ hoàng Narissa (Susan Sarandon) biến thành rồng và bắt giữ. Trong một bộ đồ hóa trang King Kong, cô ấy đưa anh lên đỉnh của một tòa nhà chọc trời ở New York, cho đến khi người yêu của Robert là Giselle trèo lên đó với thanh kiếm trong tay và cứu anh ta.
Vô hình trung thì một sự đảo ngược vai trò tương tự được thể hiện rõ trong Cô gái có hình xăm rồng của Stieg Larsson, trong đó cảnh cao trào là nhân vật nam chính bị một kẻ giết người hàng loạt bắt, nhốt trong một căn phòng tra tấn dưới lòng đất, bị xích, bị bắt khỏa thân và bị làm nhục khi người bạn nữ của anh ta bước vào để cứu anh và diệt kẻ ác. Vẫn có một ví dụ khác là Foxglove Summer, một phần Rivers of London của Ben Aaronovitch - nhân vật chính Peter Grant bị Nữ hoàng xứ Thần tiên trói và bắt giữ, và chính bạn gái của Grant đã cưỡi một con ngựa thép đến giải cứu anh ta. Một sự đảo ngược vai trò khác là trong Titanic, do James Cameron đạo diễn. Sau khi Jack bị còng tay vào một cái ống trong văn phòng, bỏ mặc cho chết đuối, Rose đã bỏ gia đình để giải cứu anh ta.

### Trào lưu giải trí
Trong trò chơi máy tính và trò chơi điện tử, các nhân vật nữ thường được đóng vai giai nhân mắc nạn, với việc cứu họ là mục tiêu của trò chơi. Công chúa Zelda trong phần đầu Legend of Zelda và người đã được Gladys L. Knight mô tả trong cuốn sách Female Action Heroes là "có lẽ là một trong số những nàng công chúa gặp nạn nổi tiếng nhất trong lịch sử trò chơi điện tử", con gái của Sultan trong Prince of Persia, và Công chúa Peach trong phần lớn loạt Mario là ví dụ khuôn mẫu. Theo Salzburge Academy on Media and Global Change, vào năm 1981, Nintendo đã đề nghị nhà thiết kế trò chơi Miyamoto Shigeru tạo ra một trò chơi điện tử mới cho thị trường Mỹ. Trong trò chơi, anh hùng là Mario, và mục tiêu của trò chơi là giải cứu một công chúa trẻ tên là Peach. Peach được mô tả là mặc chiếc váy màu hồng và mái tóc vàng. Công chúa bị bắt cóc và mắc kẹt trong lâu đài của kẻ phản diện Bowser, được mô tả là một con rùa giống rồng. Công chúa Peach xuất hiện trong 15 trò chơi Super Mario chính và bị bắt cóc trong 13 trò chơi. Các trò chơi chính duy nhất mà Peach không bị bắt cóc là bản phát hành Bắc Mỹ của Super Mario Bros. 2 và Super Mario 3D World, thay vào đó, cô ấy là một trong những nhân vật anh hùng chính. Zelda có thể chơi được trong một số trò chơi sau này của loạt Legend of Zelda và cũng đã thay đổi vai trò không còn là trinh nữ sa cơ như ban đầu.

## Liên kết

### Tư liệu
- Anh hùng cứu mĩ nhân an Beispielen des "Damsel-in-Distress-Topos" der Webseite tvtropes.org
- Anh hùng cứu mĩ nhân, en dokumentärserie om tropen inom datorspel av Anita Sarkeesian
- Dystropia: How The Damsel in Distress Has Evolved Lưu trữ ngày 30 tháng 10 năm 2020 tại Wayback Machine